# Geranium nuristanicum
Geranium nuristanicum là một loài thực vật có hoa trong họ Mỏ hạc. Loài này được Schönb.-Tem. mô tả khoa học đầu tiên năm 1970.